# Manilkara mayarensis
Manilkara mayarensis är en tvåhjärtbladig växtart som först beskrevs av Erik Leonard Ekman och Ignatz Urban, och fick sitt nu gällande namn av Arthur John Cronquist. Manilkara mayarensis ingår i släktet Manilkara och familjen Sapotaceae. IUCN kategoriserar arten globalt som starkt hotad. Inga underarter finns listade i Catalogue of Life.